# Kurixalus motokawai
Nhái cây Motokawai hay nhái cây Mô-tô-ka-wa (Danh pháp khoa học: Kurixalus motokawai) là một loài nhái cây thuộc chi Kurixalus mới được phát hiện tại Việt Nam. Tên gọi Kurixalus motokawai (nhái cây mô-tô-ka-wa) nhằm vinh danh Tiến sĩ Masaharu Motokawa thuộc trường Đại học Kyoto.

## Đặc điểm
Nhái cây mô-tô-ka-wa có kích thước trung bình, con đực từ 23,2 – 28.4mm, các giác bám hình đĩa rất rõ, đây là đặc trưng của những loài ếch sống trên cây. Mút mõm khá nhọn, da trên lưng ở cả cá thể đực và cá thể cái có màu lục nhạt và màu nâu xám, không đồng nhất với các đốm khác màu. Ở một số cá thể đực phần đỉnh đầu có màu xám và phần da lưng có màu xanh và màu nâu nhạt không đồng nhất. Mặt bụng màu trắng nhạt, cùng màu với mặt dưới của giác bám ở cả chân trước lẫn chân sau.
Hình thái nhái cây mô-tô-ka-wa có đặc điểm gần giống với loài nhái cây Bà Nà (K. banaensis), khác biệt về kích thước cơ thể con đực nhỏ hơn, hình dạng của đầu mõm và phần phụ da ở lỗ huyệt; và khác với K. viridescens ở đặc điểm con cái nhỏ hơn, lưng màu nâu và có những đốm đen.
Đây là phát hiện loài nhái cây mới thứ 2 thuộc giống Kurixalus ở Tây Nguyên năm 2014, tại tỉnh Kon Tum và Gia Lai, Tây Nguyên, Việt Nam dựa trên phân tích về phát sinh chủng loài phân tử và các đặc điểm hình thái nâng tổng số loài thuộc họ ếch cây ghi nhận ở Việt Nam lên 73 loài (20% tổng số loài thuộc họ ếch cây của thế giới), và là nước đa dạng nhất về thành phần loài ếch cây ở khu vực Đông Dương.